# Anopheles azaniae
Anopheles azaniae este o specie de țânțari din genul Anopheles, descrisă de Bailly-choumara în anul 1960. Conform Catalogue of Life specia Anopheles azaniae nu are subspecii cunoscute.